# Keep Young and Beautiful
«Keep Young and Beautiful» —en español: «Mantente joven y hermosa»— es una canción de Al Dubin (letra) y Harry Warren (música), interpretada por Eddie Cantor y un coro en la película de 1933 Escándalos romanos. Annie Lennox grabó una versión de la canción para su álbum Diva (1992). 
Mientras que no aparece en la versión original de 1980, la canción se utilizó en el primer acto de la reposición de 2001 en Broadway de La Calle 42 de Warren y Dubin. La grabación del reparto es interpretada por Mary Testa, Jonathan Freeman, y el conjunto.
La canción era la favorita de Winston Churchill.
- Datos: Q6383097